# Paso Ataques
Paso Ataques est une localité uruguayenne du département de Rivera.

## Localisation
Située à proximité de l’arroyo Ataques au nord du département de Rivera, la localité se déploie au niveau du kilomètre 35 de la route 27, à l’intersection avec la route 28.

## Population
| 2004 | 2011 |
| ---- | ---- |
| -    | 107  |

## Source
- (es) Cet article est partiellement ou en totalité issu de l’article de Wikipédia en espagnol intitulé « Paso Ataques » (voir la liste des auteurs).